# Martin-Marietta X-24

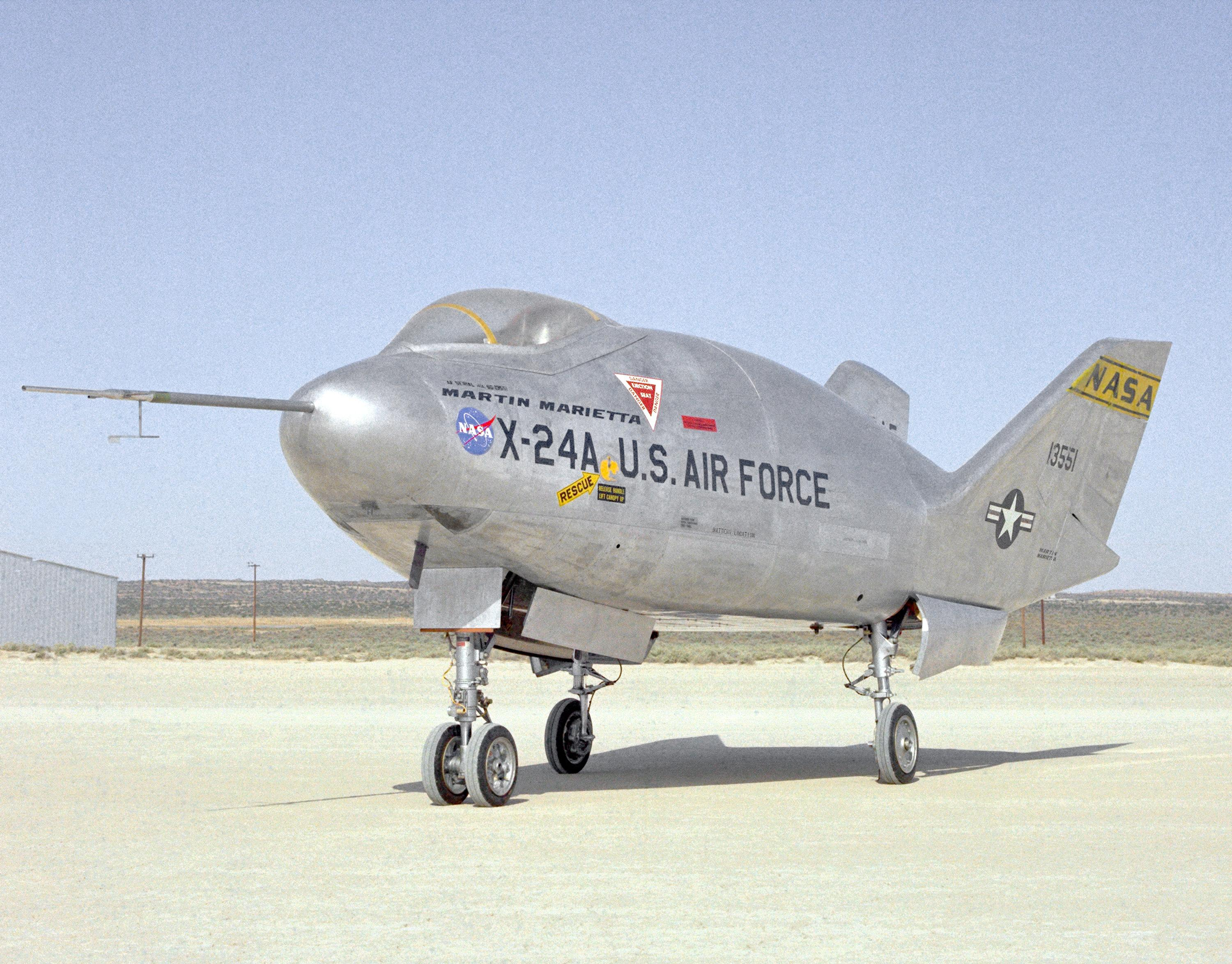
Martin X-24A

De X-24 was de code voor een tweetal experimentele ook wel X-vliegtuigen (X-24A en X-24B), gebouwd in de Verenigde Staten in een gezamenlijk project van de US Air Force en NASA. Het programma werd PILOT genoemd en liep van 1963 tot 1975. De bedoeling was om vleugelloze vliegtuigen te bouwen om te experimenteren met het concept van terugkeer in de atmosfeer zonder gebruikmaking van motorvermogen zoals dat later gebruikt is bij de spaceshuttle.

## X-24A

### Ontwikkeling
De X-24 was een van een groep vleugelloze vliegtuigen die werden getest door het NASA Flight Center (tegenwoordig Dryden Flight Research Center) in samenwerking met de US Air Force op Edwards Air Force Base (Edwards AFB) in Californië van 1963 tot 1975. De vleugelloze vliegtuigen, ook wel in het Engels lifting bodies genoemd, werden gebruikt om te laten zien dat piloten in staat zijn te manoeuvreren en veilig te landen met deze toestellen bedoeld om na een terugkeer in de atmosfeer als een vliegtuig op een specifieke plaats neer te komen.
De aerodynamische lift bij de vliegtuigen komt van hun vorm. Toevoeging van vinnen en roervlakken zorgen ervoor dat de piloot het toestel kan stabiliseren en sturen.
De X-24 (Model SV-5P) werd gebouwd door Martin-Marietta en vloog vanaf Edwards AFB. De X-24A was na de NASA M2-F1 in 1964, de Northrop HL-10 in 1966 en de Northrop M2-F2 in 1968 het vierde vleugelloze vliegtuig dat daadwerkelijk vloog. Hierna volgde na de Northrop M2-F3 in 1970. De X-24A had een dikke, druppelvorm met verticale vinnen voor controle.

### Gebruik
De eerste ongemotoriseerde glijvlucht van de X-24A was op 17 april 1969 met aan boord luchtmachtmajoor Jerauld Gentry. Gentry vloog ook de eerste gemotoriseerde vlucht op 19 maart 1970. Het toestel werd door een gemodificeerde B-52 omhoog gebracht naar ongeveer 45.000 voet (13,7 km) hoogte waarna het ofwel in een glijvlucht omlaag kwam of eerst met de raketmotor omhoog klom naar grotere hoogte met daarna de glijvlucht. De X-24A vloog 28 keer met snelheden tot 1.667 km/h (Mach 1,6) op hoogten tot 71.400 voet (21,8 km). Het vermogen van 37,7 kN (theoretisch maximaal vermogen in vacuüm) werd geleverd door een XLR-11 raketmotor.
Piloten van de X-24:
- Jerauld R. Gentry - 13 vluchten
- John A. Manke - 12 vluchten
- Cecil W. Powell - 3 vluchten

## X24-B

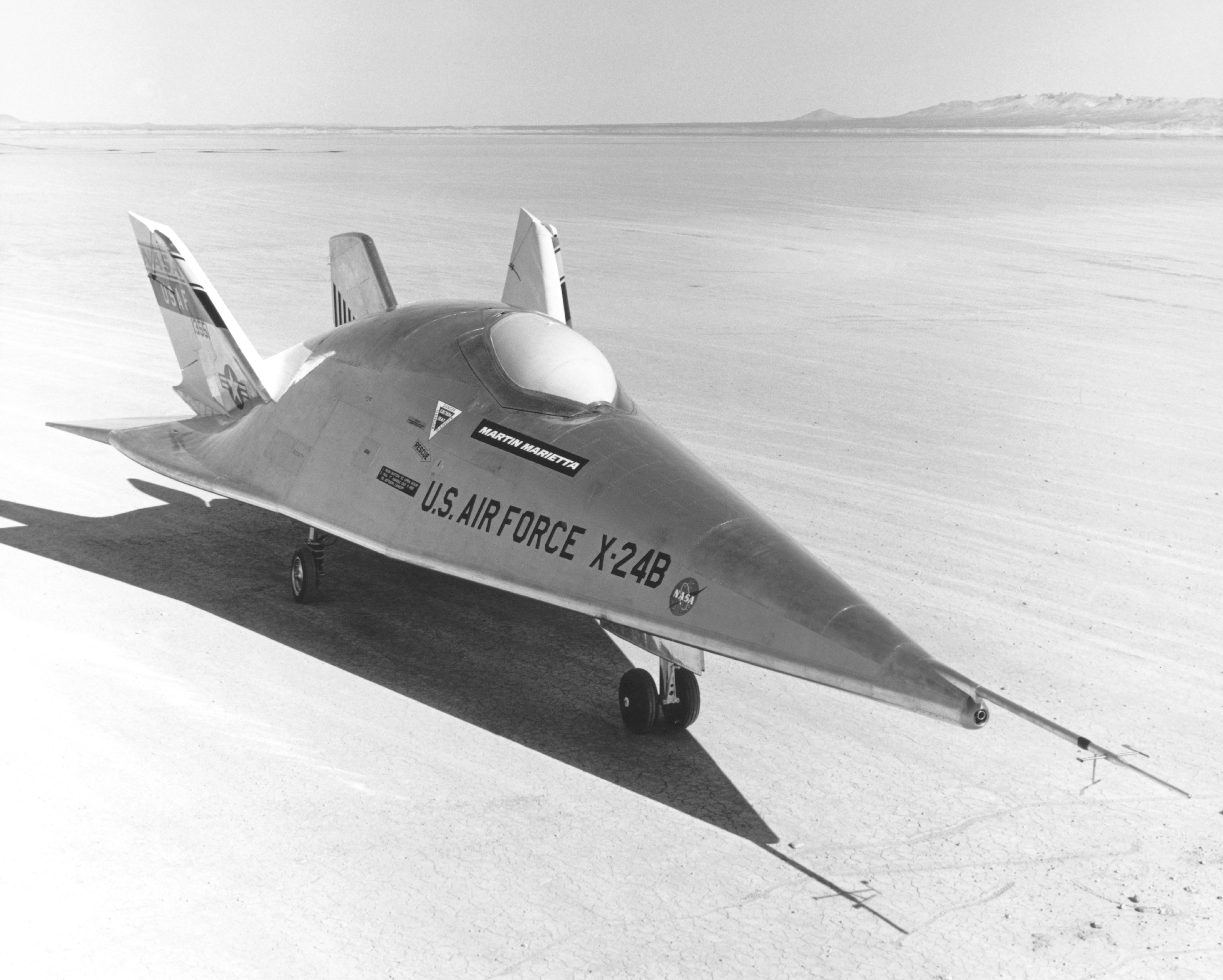
Martin X-24B

### Ontwikkeling
Hoewel de bolvorm van de X-24A later nog werd gebruikt voor de ontwikkeling van het X-38 Crew Return Vehicle (CRV) voor het internationale ruimtestation ISS, werd er toch gekozen voor een radicaal ander ontwerp bij de X-24B. De X-24B had het model van een "vliegende strijkbout" met een ronde bovenkant, een vlakke onderkant, een dubbele deltavorm en een puntige neus. Het werd de basis voor de Martin SV-5J. Het Air Force Dynamics Laboratory kwam met een aantal vormen met hoger glijgetal, die alle potentieel geschikt zouden moeten zijn om getest te worden bij een terugkeer in de atmosfeer. Om kosten te besparen werd de X-24A omgebouwd.

### Gebruik
De eerste die met de X-24B vloog was John Manke: hij maakte op 1 augustus 1970 een glijvlucht. Op 15 november 1973 maakte ook hij de eerste gemotoriseerde vlucht. De X-24B bereikte een topsnelheid van 1.873 km/h en een maximale hoogte van 74.130 voet (22,59 km). De piloot die de laatste vlucht uitvoerde, Bill Dana, had ook, zeven jaar daarvoor, de laatste X-15-vlucht uitgevoerd. De X-24B bewees dat het mogelijk was zonder de hulp van een motor terug te keren in de atmosfeer en nauwkeurig te landen: onder de laatste vluchten waren er twee (gevlogen door Manke en luchtmachtmajoor Mike Love) waarbij er heel precies geland werd op het beton van Edwards AFB. Dit maakte de weg vrij voor de latere spaceshuttlelandingen. De X-24B was het laatste vliegtuig in het Dryden Lifting Body Program; er werden 36 vluchten uitgevoerd.
Piloten van de X-24B:
- John A. Manke – 16 vluchten
- Michael V. Love – 12 vluchten
- Bill Dana – 2 vluchten
- Einar K. Enevoldson – 2 vluchten
- Thomas C. McMurtry – 2 vluchten
- Francis Scobee – 2 vluchten

Op dit moment staat de X-24B tentoongesteld in het National Museum of the United States Air Force op Wright-Patterson Air Force Base in Ohio.
Er zijn nog ontwerpen geweest voor een "X-24C" tussen 1972 en 1978. Het bekendste was dat van Lockheed Skunk Works met scramjets om een topsnelheid van Mach 8 te bereiken. Het toestel is echter nooit gebouwd.

## SV-5J-modellen
Martin (-Marietta) SV-5 (X-23{SV-5D} PRIME, X-24{SV-5P} PILOT, SV-5J).
- De Martin SV-5 was het model dat als basis werd gebruikt voor de vleugelloze vliegtuigen X-23 en X-24.
- De SV-5D was het nummer van de X-23 PRIME, op zijn beurt ongeveer 1/3 grootte van de X-24A.
- De SV-5P was het modelnummer van de X-24A.

Martin ontwierp op eigen initiatief twee versies van de SV-5J: een X-24A met straalmotor. Er werd ook nog een niet-vliegend model van gebouwd. De SV-5J had dezelfde karakteristieken als de X-24A, maar was uitgerust met een Pratt & Whitney J60-PW-1 straalmotor met 13,3 kN vermogen in plaats van de XLR-11-RM-13 raketmotor. Het lukte Martin niet, ondanks een aanbod van $20.000, Milt Thompson te overtuigen met dit toestel te vliegen. Beide bleven aan de grond.
Een van deze SV-5J's werd omgebouwd om door te gaan voor de X-24A voor het National Museum of the United States Air Force op Wright-Patterson AFB in Ohio.
Een niet-vliegend model eindigde in Hollywood waar het is gebruikt als een ruimtevaartrekwisiet in enkele films.

## Serienummers
- 66-13551
  - X-24A, 28 vrije vluchten; 10 glijvluchten, 18 gemotoriseerd
  - X-24B, 36 vrije vluchten; 12 glijvluchten, 24 gemotoriseerd

## Gerelateerde ontwikkeling
- X-23 PRIME

## Vergelijkbare vliegtuigen
- NASA M2-F1
- Northrop M2-F2
- Northrop M2-F3
- Northrop HL-10
- Space Shuttle